# She’s the Boss
She’s the Boss – drugi japoński minialbum południowokoreańskiej grupy The Boyz, wydany 27 maja 2022 roku przez wytwórnię Universal Music IST. Płytę promował singel o tym samym tytule.

## Lista utworów
| CD | CD                | CD      |
| Nr | Tytuł utworu      | Długość |
| -- | ----------------- | ------- |
| 1. | „She's the Boss”  | 3:47    |
| 2. | „Toxic Love”      | 3:45    |
| 3. | „Why Why Why”     | 3:28    |
| 4. | „Don't Cry”       | 3:32    |
| 5. | „One Dance”       | 3:41    |
| 6. | „Always Together” | 2:42    |

## Notowania
| Lista                                 | Pozycja | Źr.   |
| ------------------------------------- | ------- | ----- |
| Japanese Albums (Oricon)              | 3       | [ 2 ] |
| Japanese Hot Albums (Billboard Japan) | 4       | [ 3 ] |